# Evangelische Kirche (Ober-Breidenbach)

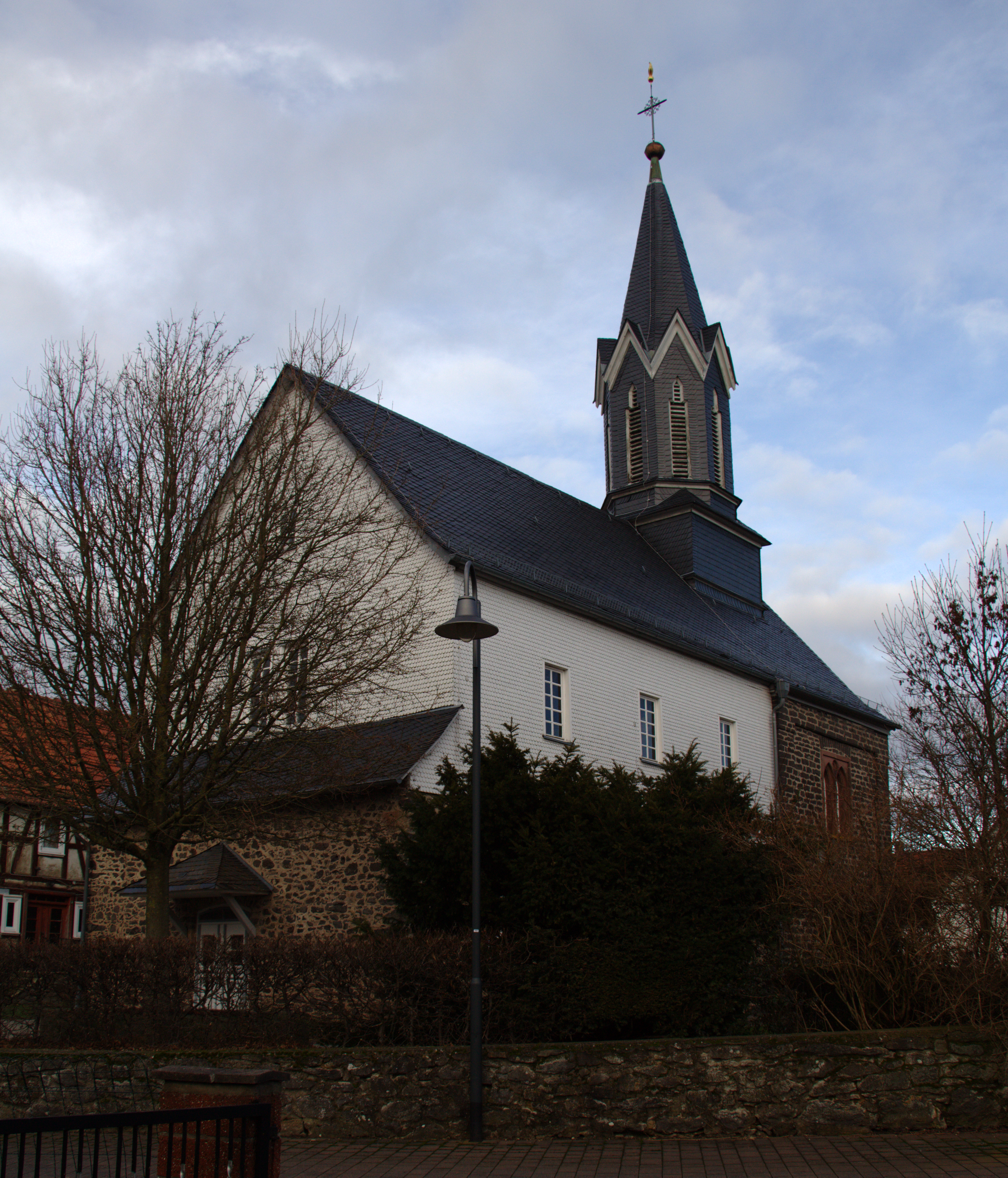
Evangelische Kirche (Ober-Breidenbach)

Die evangelische Kirche Ober-Breidenbach ist ein denkmalgeschütztes Kirchengebäude, das im Stadtteil Ober-Breidenbach der Stadt Romrod im Vogelsbergkreis (Hessen) steht. Die Kirche gehört zur Kirchengemeinde Ober-Breidenbach und Storndorf im Dekanat Vogelsberg in der Propstei Oberhessen der Evangelischen Kirche in Hessen und Nassau.

## Beschreibung
Die spätgotische Saalkirche mit eingezogenem Chor wurde 1699 um ein Geschoss aus verschindeltem Holzfachwerk aufgestockt und umlaufende Emporen eingebaut. 1870 wurde sie durch einen neugotischen Anbau nach Osten erweitert, auf dem ein quadratischer, schiefergedeckter Dachreiter sitzt, dessen achteckiger Aufsatz mit einem spitzen Helm bedeckt ist. Zur Kirchenausstattung gehören ein hölzerner Altar von 1617, ein spätgotisches Taufbecken und eine mit Beschlagwerk verzierte Kanzel von 1638.